# Dienethal

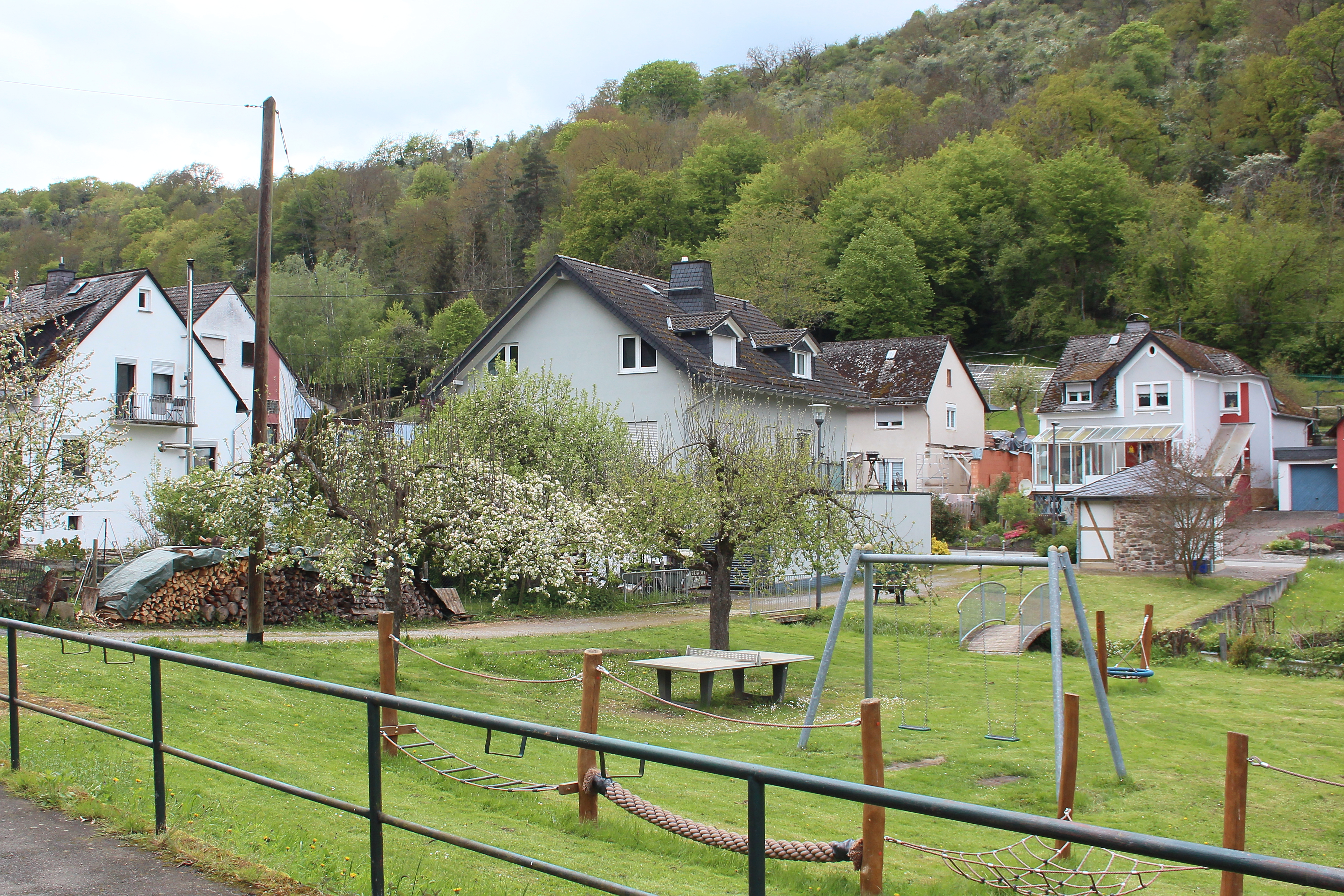
Ansicht von Dienethal

Dienethal ist eine Ortsgemeinde im Rhein-Lahn-Kreis in Rheinland-Pfalz. Sie gehört der Verbandsgemeinde Bad Ems-Nassau an.

## Geographie
Der Ort liegt im Naturpark Nassau (Nassauer Land) und gehört zum westlichen Hintertaunus. Er liegt in einem Seitental der Lahn. Die Größe der Gemeinde beträgt ca. 1,39 km², davon sind 0,5 km² Wald in überwiegend steiler Hanglage. Zu Dienethal gehören auch die Wohnplätze Herbelsmühle und Pfaffen-Mühle.

## Geschichte
Dienethal wurde im Jahre 1330 erstmals erwähnt. Ab 1430 gehörte Dienethal zu der Sponheimer Grundherrschaft Nievern, die lange im Besitz des Hauses Nassau war. Der Ort kam 1806 zum Herzogtum Nassau. Seit 1866 Teil der preußischen Provinz Hessen-Nassau, kam der Ort 1946 zum Land Rheinland-Pfalz.
Die Einwohnerschaft entwickelte sich im 19. und 20. Jahrhundert wie folgt: 1843: 131 Einwohner, 1927: 222 Einwohner, 1964: 264 Einwohner.

## Politik

### Gemeinderat
Der Gemeinderat in Dienethal besteht aus sechs Ratsmitgliedern, die bei der Kommunalwahl am 9. Juni 2024 in einer Mehrheitswahl gewählt wurden, und dem ehrenamtlichen Ortsbürgermeister als Vorsitzendem. Bis 2009 gehörten dem Gemeinderat acht Ratsmitglieder an.

### Bürgermeister
Oliver Steinhäuser wurde am 23. Oktober 2023 Ortsbürgermeister von Dienethal. Bei der Direktwahl am 8. Oktober 2023 war er mit einem Stimmenanteil von 93,9 % gewählt worden. Bei der Direktwahl am 9. Juni 2024 wurde er als einziger Bewerber mit 90,6 % für weitere fünf Jahre in seinem Amt bestätigt.
Steinhäusers Vorgänger Andreas Ritter hatte das Amt 2019 übernommen. Bei der Direktwahl am 26. Mai 2019 war er mit einem Stimmenanteil von 88,19 % gewählt worden und damit Nachfolger von Manfred Gleim, der nicht erneut angetreten war. Ritter verstarb am 30. Juni 2023 nach kurzer schwerer Krankheit.

## Sehenswürdigkeiten
1372 wurden erstmals eine Kirche in Dienethal erwähnt. Die heutige kleine Kirche ist in ihrer Ausstattung vom Stil des Barocks geprägt. In den 1950er Jahren wurden Überreste von Fresken aus dem 14. Jahrhundert freigelegt.
Siehe auch:
- Liste der Kulturdenkmäler in Dienethal
- Liste der Naturdenkmale in Dienethal